# 揪你出去玩
〈揪你出去玩〉是馬來西亞歌手黃明志與台灣歌手謝和弦合作發行的單曲，於2021年12月10日發行。歌曲以搖滾的形式，唱出2019冠状病毒病疫情結束後最想做的事。

## 背景
2021年底，2019冠狀病毒病肆虐已經2年。由於許多國家和地區對來自疫情嚴重地區的公民或遊客實施了隔離、入境禁令，旅行限制致使民眾不能出國遊玩。黃明志表示，創作這首歌寫出大家心中的希望想出國玩、拋開口罩不要有實名制的日子，並向醫護人員和抗疫前線人員致敬。

## 製作
這首歌是黃明志與歌手謝和弦合作的。兩人多年前在馬來西亞某間餐廳認識，當時謝和弦為了追女生獨自一人追到大馬，黃明志對他第一印象就是「屁孩」。謝和弦曾被查獲擁有大麻，又確診躁鬱症，外界風評不佳。面對質疑，黃明志則表示，他覺得謝和弦比新聞裡面看到的正常，也比新聞裡面看到的認真。錄音前，謝和弦的經紀人叮嚀他在家苦練，而當他一開口錄製，黃明志覺得他完全駕馭這首歌。
音樂錄影帶以眼球中央電視台主播視網膜開頭，播報中國發明了某一種病毒，以毒攻毒，消滅2019冠狀病毒病。隨後，病人和醫護人員一起大鬧方艙醫院、瘋狂群聚。最後以視網膜播報前面的新聞為假訊息結束。謝和弦的老婆陳緗妮表示，MV中謝和弦扮演的瘋狂病人，是去年3月他被強制送醫的寫照。音樂錄影帶以一鏡到底的方式拍攝，動員臨演超過百人。黃明志表示，拍攝過程「真的很痛苦」。

## 發行
2021年12月8日，歌曲預告片釋出。10日，歌曲的音樂錄影帶與數位單曲同步釋出。

## 奖项与提名
| 颁奖典礼                                               | 颁奖日期 | 類別         | 獲獎或入圍者 | 結果 | 來源  |
| ------------------------------------------------------ | -------- | ------------ | ------------ | ---- | ----- |
| 国际音乐录影带大奖（International Music Video Awards） | 2022年   | 最佳造型设计 | 揪你出去玩   | 獲獎 | [ 8 ] |